# Воскобойники (Харьковская область)
Воскобойники (укр. Воскобійники) — село,
Забродовский сельский совет,
Богодуховский район,
Харьковская область, Украина.
Код КОАТУУ — 6320882502. Население по переписи 2001 г. составляет 28 (15/13 м/ж) человек.

## Географическое положение
Село Воскобойники находится на левом берегу реки Мерла в 2-х км от города Богодухов. На реке расположена плотина, которая образует Забродовское водохранилище. Ниже по течению примыкает село Новосёловка, выше по течению — Заброды. На противоположном берегу находятся сёла Москаленки и Шийчино.

## История
- 1665 — дата основания.